# Visca l'heroi victoriós
Visca l'heroi victoriós (títol original en anglès Hail the Conquering Hero) és una pel·lícula estatunidenca dirigida per Preston Sturges i estrenada l'any 1944.	

## Argument
En ser llicenciat del seu servei a la marina per patir rinitis, Woodrow Lafayette Pershing Truesmith (Eddie Bracken) se sent massa avergonyit com per tornar a casa. Alguns dels seus companys l'animen a inventar una història segons la qual l'haurien ferit a la batalla i acabarà superat per les circumstàncies quan el rebin com a heroi de guerra.

## Comentaris
Una clàssica confusió còmica converteix en heroi nacional a qui en realitat no ho és. Dominat pels esdeveniments i fugint del seu complex real, l'individu acabarà creient-se ell mateix una història i uns fets que mai no van ser reals. Sturges –nominat a l'Oscar pel seu guió– n'hi treu suc, i dona una visió extremament sarcàstica de la societat nord-americana. Una comèdia hilarant d'un mestre no gaire valorat en el seu moment, tot i ser l'autor d'obres mestres com ara Sullivan's Travels i The Lady Eve.

## Repartiment
- Eddie Bracken: Woodrow Lafayette Pershing Truesmith
- Ella Raines: Libby
- Raymond Walburn: L'alcalde Everett D. Noble
- William Demarest: Sergent Heppelfinger
- Franklin Pangborn: El president del Comitè
- Elizabeth Patterson: La tia de Libby
- Georgia Caine: Mrs. Truesmith
- Al Bridge: Responsable polític
- Freddie Steele: Bugsy
- Bill Edwards: Forrest Noble
- Harry Hayden: Doc Bissell
- Jimmy Conlin: Jutge Dennis
- Jimmie Dundee: Cpl. Candida
- Chester Conklin: Home de la Western Union
- Esther Howard: Mrs. Noble
- Arthur Hoyt: Rev. Upperman
- Robert Warwick: Coronel de la marina
- Torben Meyer: Mr. Schultz